# Doro Pesch

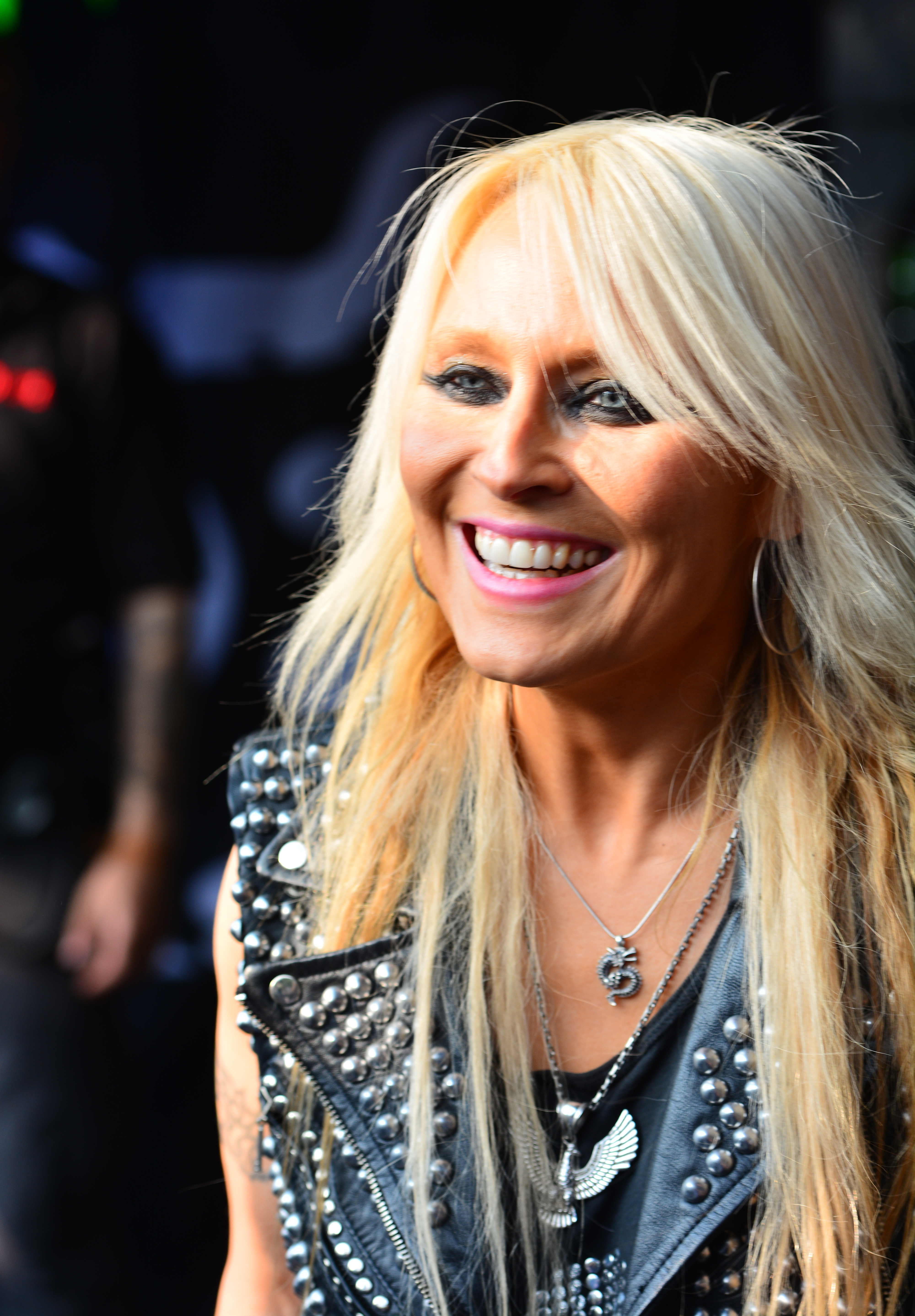
Doro Pesch (2014)

Dorothee Pesch (* 3. Juni 1964 in Düsseldorf), besser bekannt als Doro, ist eine deutsche Rock-Sängerin. Bekannt wurde sie als Sängerin der Band Warlock und etablierte sich Mitte der 1990er Jahre erfolgreich als Solokünstlerin. Sie gilt als die „Queen of Metal“.

## Werdegang

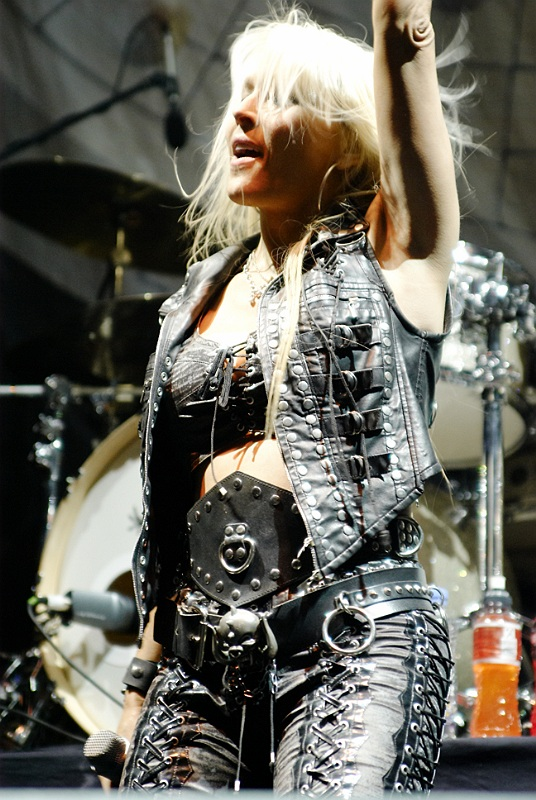
Live auf dem Classic-Rock-Festival in Hamburg am 21. Oktober 2007

Nach einer Ausbildung zur Typografin, während der sie an Lungentuberkulose erkrankte, sang die Tochter eines Transportunternehmers und Lkw-Fahrers ab Anfang der 1980er-Jahre bei Snakebite und später bei Attack (beides Düsseldorfer Underground-Heavy-Metal-Bands), die sie Ende 1982 verließ, um 1983 zusammen mit anderen Musikern die Band Warlock zu gründen.
Warlock nahm vier Studioalben auf und wurde im Verlauf ihrer Karriere international bekannt. 1986 war Doro eine der ersten Frauen, die auf dem Festival Monsters of Rock auftraten. Nach Unstimmigkeiten mit der Plattenfirma verließen 1988 mit Ausnahme des Bassisten alle bisherigen Musiker die Band, und Pesch stellte eine neue Gruppe zusammen, die aus ihr selbst, Tommy Henriksen (Bass), Jon Devin (Gitarren) und Bobby Rondinelli (Schlagzeug) bestand. Das in dieser Besetzung 1989 veröffentlichte Album Force Majeure erschien unter dem Namen Doro, das Cover der Erstauflage war jedoch mit einem Aufkleber versehen, der die Platte als Warlock-Album auswies.

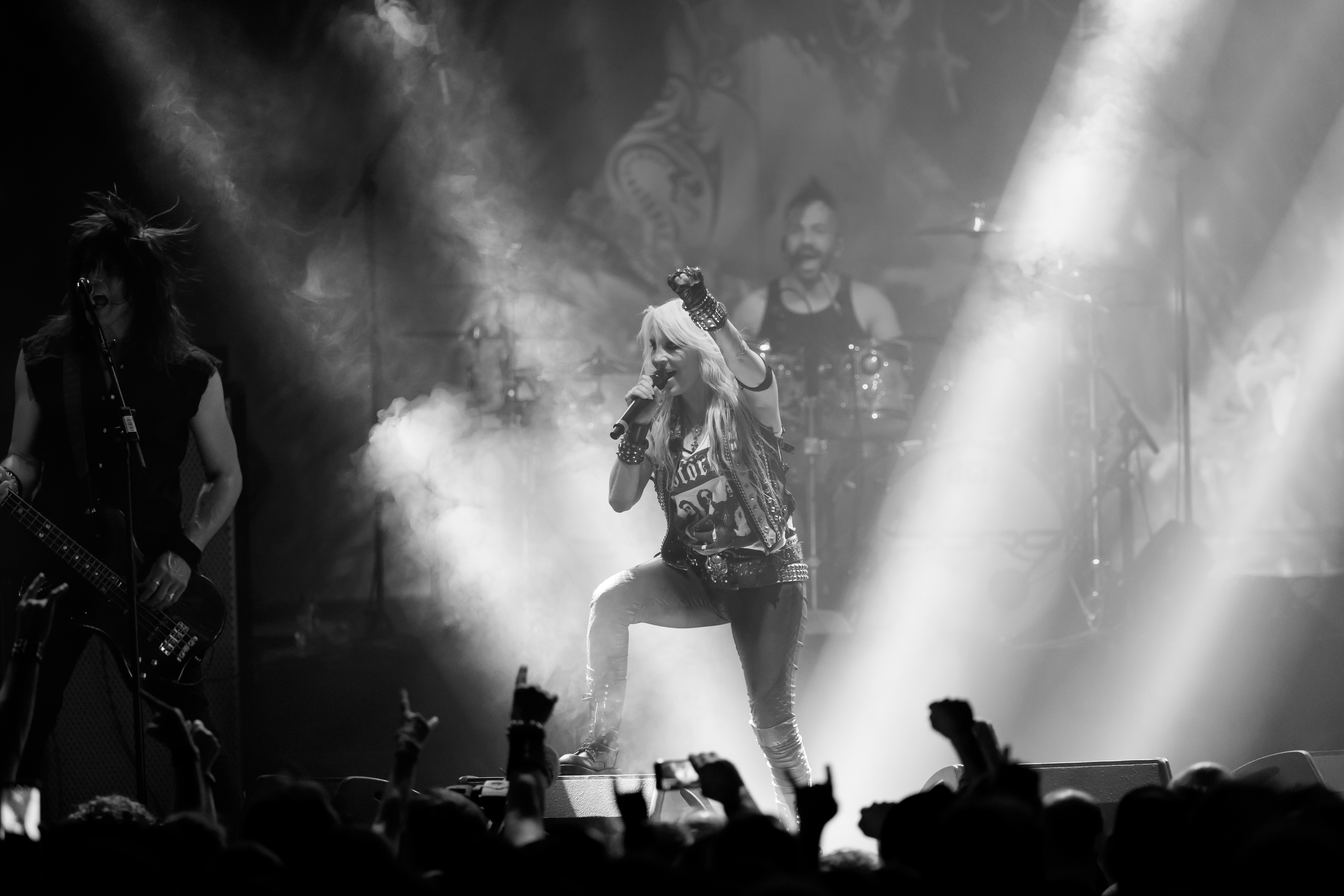
Doro Pesch beim Zeltfestival Rhein-Neckar in Mannheim 2017

1990 zog Pesch nach New York. In den USA nahm sie im selben Jahr ihr von Gene Simmons, Tommy Thayer und Pat Regan produziertes erstes Album unter eigenem Namen auf. Das nachfolgende Album True at Heart wurde 1991 von dem Studiogitarristen Dann Huff (u. a. Giant) produziert.
2003 sang Pesch bei einem ihrer Livekonzerte (20 Jahre Warlock) zusammen mit Lemmy Kilmister den Motörhead-Song Love me forever. Schon 2000 hatte er einen Gastauftritt bei Doros Calling the Wild gehabt. Einen weiteren Song (Alone again) sang sie später ebenfalls mit Lemmy Kilmister.
Pesch steuerte 2006 den Titel Tief in meinem Herz, den sie extra für diesen Zweck umgeschrieben hatte, zur Benefiz-CD für das Vereinsmuseum von Borussia Dortmund bei und verzichtete dafür auf eine Gage. Auch hatte sie einen Live-Auftritt im Westfalenstadion vor einem Spiel der Borussia. Pesch war auch eine der ersten Besucherinnen im Borusseum. Ihr Vater war Fan der Borussia, was sie in einem Interview mit dem Pressesprecher des BVB berichtete.
Am 13. Dezember 2008 feierte sie ihr 25-jähriges Bühnenjubiläum mit einem Konzert vor 9000 Zuschauern, bei dem Holy Moses, Leaves’ Eyes und Arch Enemy als Vorbands auftraten. Der Hauptteil begann mit Liedern aus Doros Solokarriere und Duetten mit unter anderem Bobby Ellsworth, Jean Beauvoir, Liv Kristine, Floor Jansen, Chris Boltendahl, Axel Rudi Pell, Klaus Meine, Rudolf Schenker, Tarja Turunen und Warrel Dane und endete mit einigen Warlock-Reunion-Stücken.
Auf der 2010 erschienenen DVD 25 Jahre in Rock singt sie zusammen mit Klaus Meine den Scorpions-Song Rock you like a Hurricane. Eine der E-Gitarren spielt dabei Rudolf Schenker (Scorpions).
Auf der The Wörld Is Ours Europatournee 2010 von Motörhead traten Pesch und ihre Band im Vorprogramm auf. Während des Konzerts von Motörhead sang sie im Duett mit Lemmy Kilmister den Song Born to Raise Hell.
Bei ihrem 30-jährigen Bühnenjubiläum im Rahmen des Wacken Open Airs 2013 interpretierte sie mit Sabaton, Uli Jon Roth, Eric Fish, Phil Campbell, Chris Boltendahl und den Dudelsäcken von Corvus Corax den Song All We Are. 2017 veröffentlichte sie mit Für immer ihr erstes deutschsprachiges Album.
Auf dem 2. Zeltfestival Rhein-Neckar in Mannheim im Juni 2017 lernte Doro den Jazz-Musiker und Komiker Helge Schneider kennen, der dort ebenfalls einen Auftritt hatte. Anschließend nahm Doro mit Schneider gemeinsam den Song Backstage to Heaven im Tonstudio auf, bei dem Helge Schneider Saxofon spielt und der sich auf dem Doro-Doppelalbum Forever Warriors / Forever United befindet, das im August 2018 erschien.
2020 trat sie als Vorband von Saxon auf der „40th Anniversary Castles & Eagles“-Tour in der Mitsubishi Electric Halle in Düsseldorf auf und sang im Hauptkonzert im Duett mit Biff Byford den Song Denim and Leather.
Am 28. August 2022 trat Doro im ZDF-Fernsehgarten im Rahmen einer „Rock im Garten“-Ausgabe der TV-Sendung mit den beiden Songs All We Are und Raise Your Fist auf, neben Bands wie Kissin’ Dynamite, Bonfire, Saltatio Mortis, The Rasmus, The Baseballs und Visions of Atlantis.
2023 wiederholte sie beim Wacken Open Air ihr Bühnenjubiläum zum 40-jährigen Bestehen, bei dem unter anderem Hansi Kürsch (Blind Guardian), Mikkey Dee (früher Motörhead, heute Scorpions), Phil Campbell (Phil Campbell and the Bastard Sons / Motörhead), Chris Caffery (TSO), Udo Dirkschneider, Joey Belladonna (Anthrax), Sammy Amara (Broilers), Michael Robert Rhein (In Extremo), Sabina Classen (Holy Moses) und Uli Jon Roth die 59-jährige Pesch als Special Guests unterstützten.

## Sonstiges

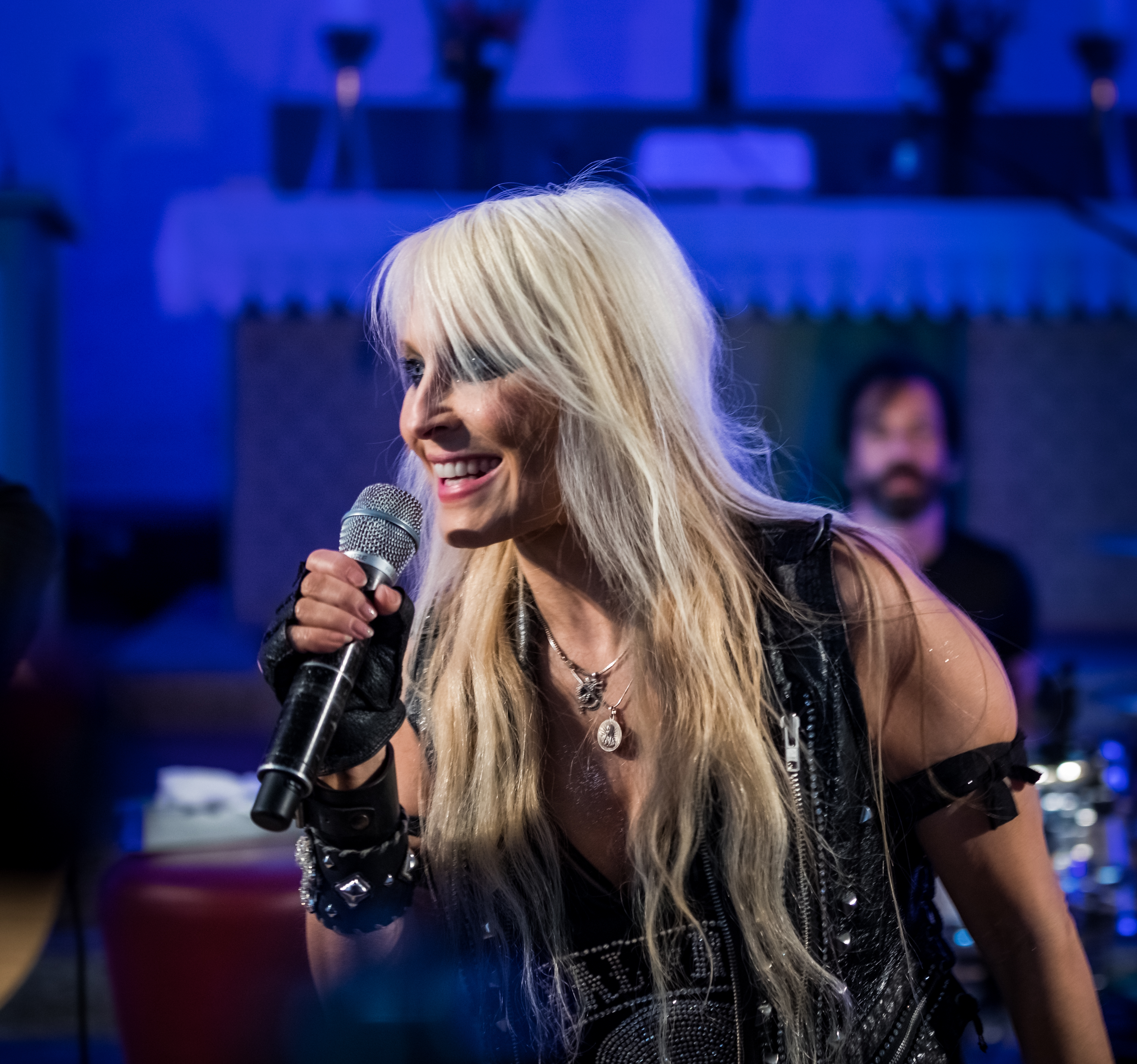
Doro live beim Wacken Open Air 2018

Pesch ist Veganerin und posierte für PeTA gegen das Tragen von Leder. Sie selbst trägt auf der Bühne und privat nur Kunstleder.
Sie ist eine langjährige Freundin der Boxerin Regina Halmich und schrieb vier ihrer Einzugshymnen: All We Are (ein Warlock-Titel von 1987) sowie die neueren Songs Fight, She’s Like Thunder und The Queen.
Am 26. Oktober 2002 stieg sie beim RTL Promiboxen kurzfristig als Ersatz für Samantha Fox in den Ring. Dabei trat sie gegen Michaela Schaffrath, die von Regina Halmich gecoacht wurde, an und unterlag mit 85 zu 86 Punkten.
Im Jahr 2006 gab sie mit der Rolle der Meha in Luke Gassers Film Anuk – Der Weg des Kriegers ihr Kinodebüt.
Doro Pesch nahm mit dem deutschen Rockgitarristen Michael Schenker das Weihnachtslied O Tannenbaum auf Englisch auf. Dieses Lied mit dem Titel O’ Christmas Tree erschien 2008 auf der Kompilation We wish you a metal Xmas and a headbanging new year.
Durch mehrere Medienbeiträge 2012 und 2013 wurde bekannt, dass Doro Pesch an Übersinnliches und Wiedergeburt/Reinkarnation, Rückführung in frühere Leben glaubt und meint, im Mittelalter Magd in Ungarn gewesen zu sein (Bild 2012) bzw. „im früheren Leben als Mann im Kerker gestorben“ zu sein (Metal Hammer 2013). Zitat Bild: „Ich habe schon mehrmals gelebt. Im Mittelalter war ich in Ungarn eine Magd zur Zeit des Krieges mit den Österreichern. Ich wurde geschlagen und litt schrecklichen Hunger. Mit nur 30 Jahren starb ich an Unterernährung.“
Pesch unterstützt den Verein Terre des Femmes.
Im März 2022 war Doro Pesch Host von „Dunkle Seelen – Hörspiel-Podcast präsentiert von Doro Pesch“. Sie stellte in der ersten Staffel des WDR-Podcasts Hörspiele vor, die sich um wahre Verbrechen und das Böse im Menschen drehen.
Am 21. Mai 2024 trug sich Doro Pesch aus Anlass ihres 40-jährigen Bühnenjubiläums und zwei Wochen vor ihrem 60. Geburtstag in das Goldene Buch ihrer Geburts- und Heimatstadt Düsseldorf ein, in Anwesenheit des Oberbürgermeisters Stephan Keller. Im Rahmen der Zeremonie brachte Doro mit dem Gitarristen Zibby Krebs eine akustische Live-Version ihres Hits All we are von 1987 zu Gehör.
Doro Pesch lebt in Florida und New York City. Nach den Terroranschlägen am 11. September 2001 musste sie aus ihrer damaligen Wohnung, die sich im Stadtteil Battery Park City in der Nähe des World Trade Centers befand, ausziehen, da das Wohngebäude durch die Anschläge wegen Baufälligkeit nicht mehr sicher war.

## Diskografie

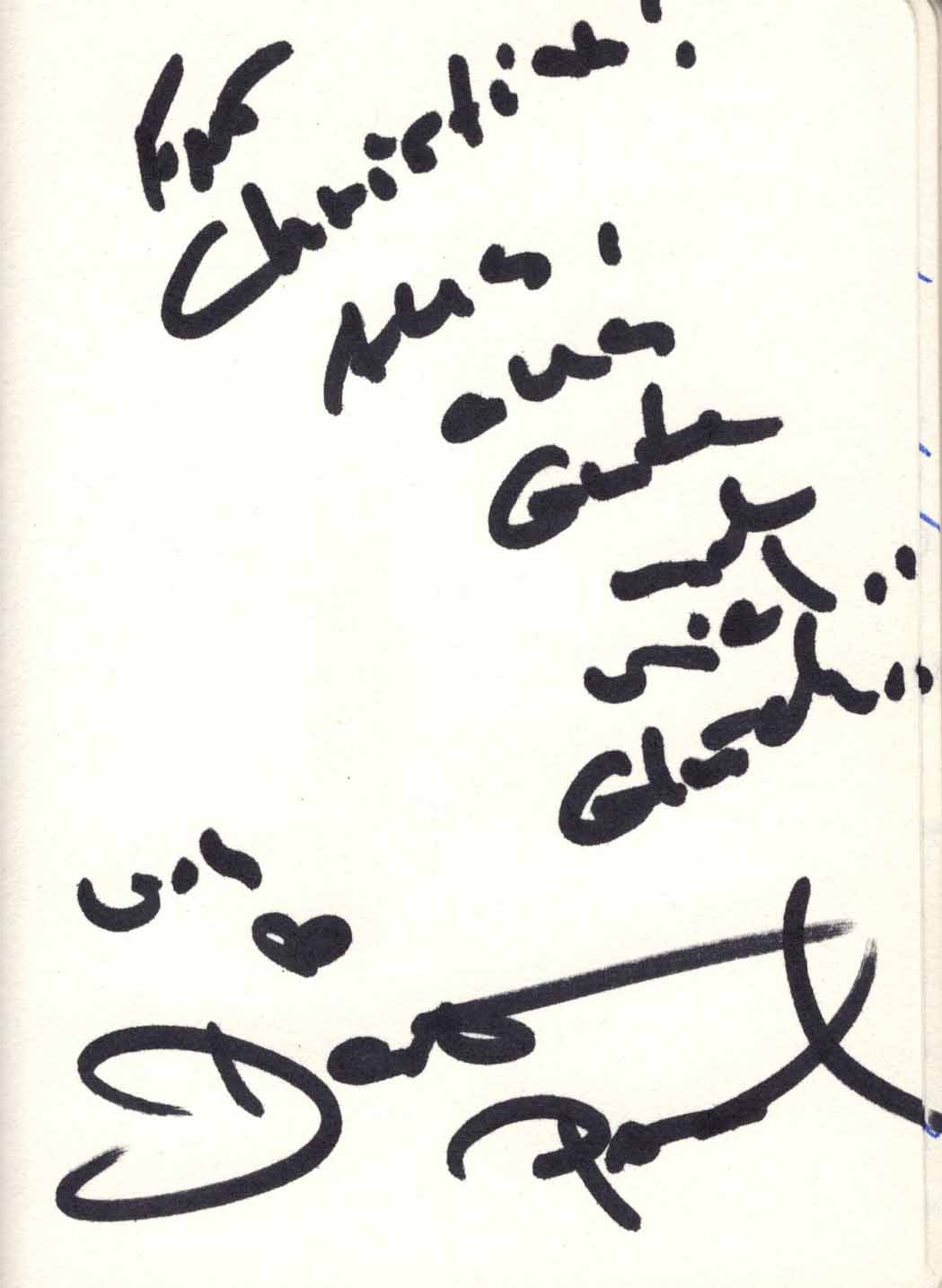
Autogramm von Doro Pesch (Oktober 2017)

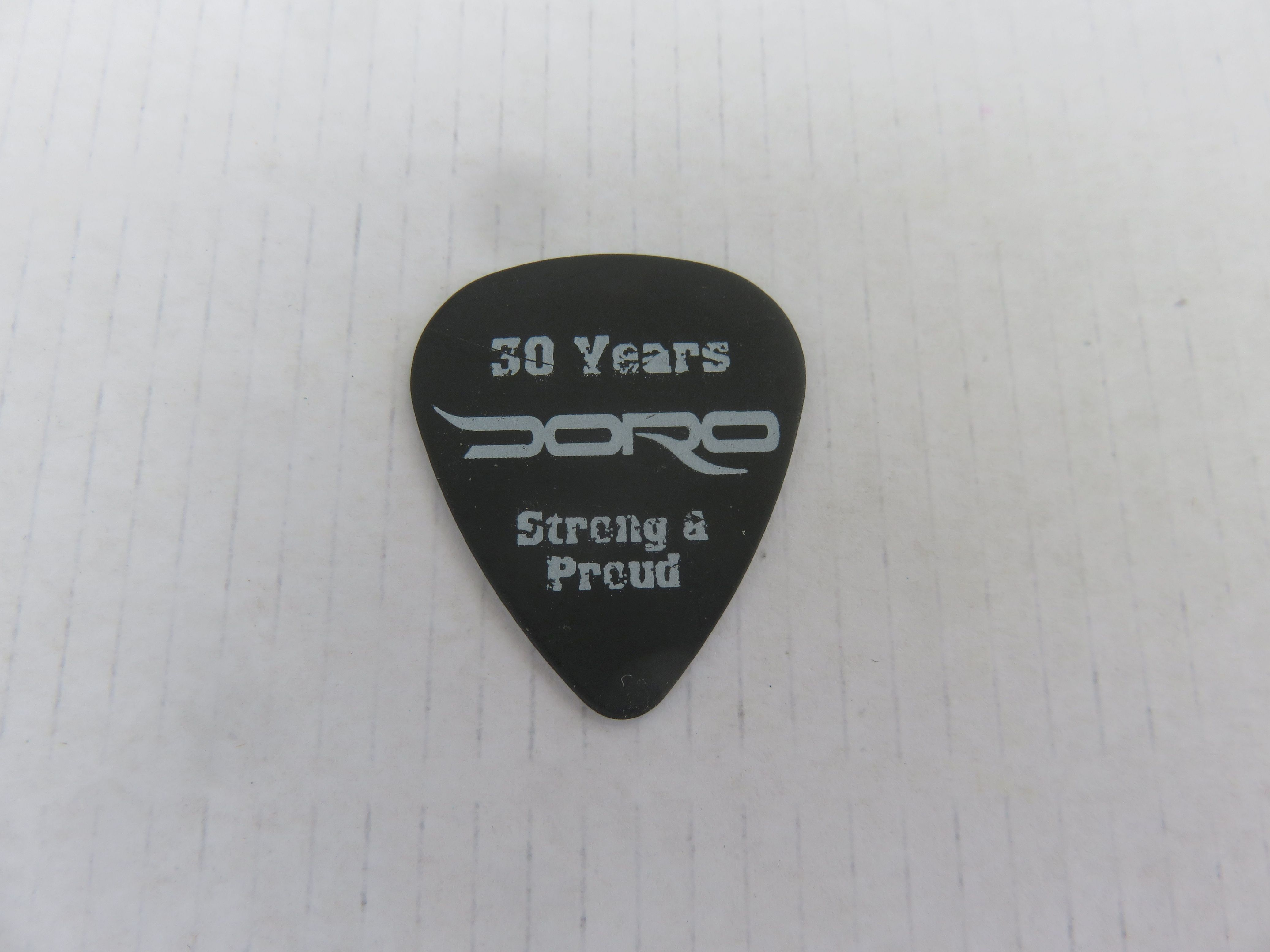
Plektrum von Doro-Gitarrist Luca Princiotta (2014)

Studioalben

| Jahr | Titel Musiklabel                                    | Höchstplatzierung, Gesamtwochen, AuszeichnungChartplatzierungen (Jahr, Titel, Musiklabel, Platzierungen, Wochen, Auszeichnungen, Anmerkungen) | Höchstplatzierung, Gesamtwochen, AuszeichnungChartplatzierungen (Jahr, Titel, Musiklabel, Platzierungen, Wochen, Auszeichnungen, Anmerkungen) | Höchstplatzierung, Gesamtwochen, AuszeichnungChartplatzierungen (Jahr, Titel, Musiklabel, Platzierungen, Wochen, Auszeichnungen, Anmerkungen) | Höchstplatzierung, Gesamtwochen, AuszeichnungChartplatzierungen (Jahr, Titel, Musiklabel, Platzierungen, Wochen, Auszeichnungen, Anmerkungen) | Anmerkungen                                               |
| Jahr | Titel Musiklabel                                    | DE | AT | CH | US | Anmerkungen                                               |
| ---- | --------------------------------------------------- | --- | --- | --- | --- | --------------------------------------------------------- |
| 1989 | Force Majeure Vertigo                               | DE5 Gold · (18 Wo.)DE | — | CH12 (7 Wo.)CH | US145 (1 Wo.)US | Erstveröffentlichung: 1. Februar 1989 Verkäufe: + 250.000 |
| 1990 | Doro Vertigo                                        | DE9 (20 Wo.)DE | — | CH22 (7 Wo.)CH | — | Erstveröffentlichung: 25. September 1990                  |
| 1991 | True at Heart Vertigo                               | DE19 (13 Wo.)DE | — | CH26 (2 Wo.)CH | — | Erstveröffentlichung: 4. August 1991                      |
| 1993 | Angels Never Die Vertigo                            | DE21 (13 Wo.)DE | — | CH31 (3 Wo.)CH | — | Erstveröffentlichung: 22. Februar 1993                    |
| 1995 | Machine II Machine Vertigo                          | DE33 (9 Wo.)DE | — | CH38 (2 Wo.)CH | — | Erstveröffentlichung: März 1995                           |
| 1998 | Love Me in Black WEA                                | DE38 (4 Wo.)DE | — | — | — | Erstveröffentlichung: 25. Mai 1998                        |
| 2000 | Calling the Wild SPV / Koch (US)                    | DE16 (5 Wo.)DE | — | — | — | Erstveröffentlichung: 1. September 2000                   |
| 2002 | Fight SPV                                           | DE18 (6 Wo.)DE | — | CH100 (1 Wo.)CH | — | Erstveröffentlichung: 24. September 2002                  |
| 2004 | Classic Diamonds AFM                                | DE33 (3 Wo.)DE | — | — | — | Erstveröffentlichung: 20. September 2004                  |
| 2006 | Warrior Soul AFM                                    | DE27 (5 Wo.)DE | — | — | — | Erstveröffentlichung: 24. März 2006                       |
| 2009 | Fear No Evil AFM                                    | DE11 (6 Wo.)DE | AT51 (2 Wo.)AT | CH56 (1 Wo.)CH | — | Erstveröffentlichung: 23. Januar 2009                     |
| 2012 | Raise Your Fist Nuclear Blast                       | DE16 (4 Wo.)DE | AT50 (1 Wo.)AT | CH52 (2 Wo.)CH | — | Erstveröffentlichung: 19. Oktober 2012                    |
| 2018 | Forever Warriors / Forever United Nuclear Blast     | DE4 (6 Wo.)DE | AT23 (1 Wo.)AT | CH13 (2 Wo.)CH | — | Erstveröffentlichung: 17. August 2018                     |
| 2023 | Conqueress – Forever Strong and Proud Nuclear Blast | DE5 (4 Wo.)DE | AT7 (2 Wo.)AT | CH23 (1 Wo.)CH | — | Erstveröffentlichung: 27. Oktober 2023                    |

mit Warlock
mit Snakebite
- 1982: Jolly Joker (Demo)

mit Beast
- 1982: Paradies (Demo)

## Auszeichnungen (Auswahl)
- Goldene Schallplatte
  - 1989: für das Album Triumph and Agony
- Echo
  - 1994: als „Künstlerin national“
- Metal Hammer Golden Gods Awards[24]
  - 2013: „Legend“
- Metal Hammer Awards[25]
  - 2013: „Legende“
- Vegas Rocks Hair Metal Awards[26]
  - 2016: „Metal Goddess Legends Award“
- Hall of Heavy Metal History[27]
  - 2018
- Angel of Rock Awards[28]
  - 2019: „Beste Rocksängerin“
- RADIO BOB! Award[29]
  - 2022
- Preis für Popkultur
  - 2022: „Lifetime Achievement“[30]

## Dokumentarfilme
- Doro – The Queen Of Metal. 58:19 Min. Buch und Regie: Oliver Schwabe, Produktion: WDR. Deutschland 2021.[31]